# Giuseppe Andrich

Bischofswappen von Bischof Giuseppe Andrich

Giuseppe Andrich (* 28. März 1940 in Canale d’Agordo, Provinz Belluno, Italien) ist ein italienischer Geistlicher und emeritierter römisch-katholischer Bischof von Belluno-Feltre.

## Leben
Giuseppe Andrich empfing am 28. Juni 1965 durch den Bischof von Belluno und Feltre, Gioacchino Muccin, das Sakrament der Priesterweihe.
Am 29. Mai 2004 ernannte ihn Papst Johannes Paul II. zum Bischof von Belluno-Feltre. Der Patriarch von Venedig, Angelo Kardinal Scola, spendete ihm am 27. Juni desselben Jahres die Bischofsweihe; Mitkonsekratoren waren der Apostolische Nuntius in Italien, Erzbischof Paolo Romeo, und der Erzbischof von Udine, Pietro Brollo.
Am 10. Februar 2016 nahm Papst Franziskus seinen altersbedingten Rücktritt an.